# Bayan-Obo-Mine
Koordinaten: 41° 47′ 53,5″ N, 109° 58′ 31,4″ O

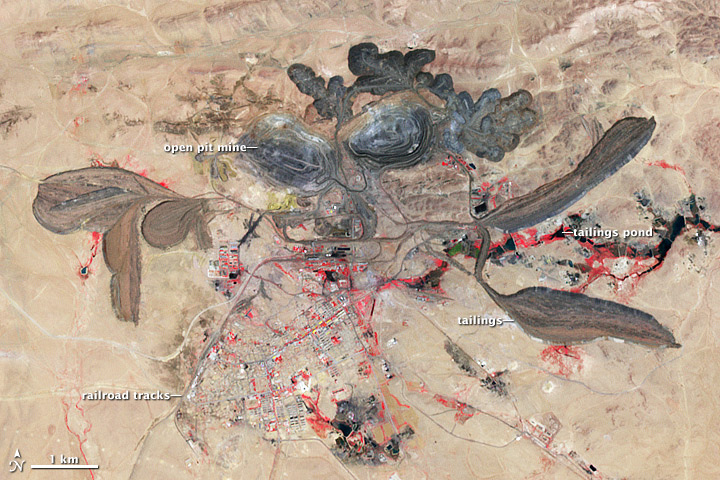
Falschfarben-Satellitenfoto des Tagebaus vom Juni 2006

Die Bayan-Obo-Mine ist ein Bergwerk im Autonomen Gebiet Innere Mongolei der Volksrepublik China. Sie ist die wichtigste Fund- und Förderstätte der Welt für Seltenerdmetalle (SEE, englisch rare-earth-elements, REE). Im Tagebau arbeiten bis zu 6000 Menschen in maximal 1000 m Tiefe.

## Geographie
Die Bayan-Obo-Mine liegt im Stadtbezirk Bayan Obo der bezirksfreien Stadt Baotou, ca. 50 km südlich der Grenze zur Mongolei und nördlich der bezirksfreien Stadt Bayan Nur.

## Geschichte
Bereits 1927 wurde in Bayan Obo Eisenerz und 1936 die Seltenerdmetalle entdeckt. In den 1950ern wurde zusätzlich eine Niob-Lagerstätte gefunden. In Bayan Obo wurde mittlerweile auch die größte Thorium-Lagerstätte Chinas erschlossen.
Durch Preisdumping und geringe Personal- und Produktionskosten beim Abbau und der Aufbereitung der Seltenen Erden erlangte China ab Beginn des 21. Jahrhunderts einen Marktanteil von 95 bis 97 % und damit faktisch ein Monopol bei der globalen SEE-Förderung. Etwa die Hälfte der von China geförderten Seltenen Erden kommen aus Bayan Obo.

## Lagerstätte
Bayan Obo gehört mit zwei anderen Minen zu den in China und weltweit wichtigsten Lagerstätten und förderten 2007 zusammen ca. 95 % der jährlichen SEE. 2005 entfielen 45 % der weltweiten SEE-Produktion auf diese Mine. Die Erzlagerstätte hat eine Größe von 40 Mio. t bei einem Erzgehalt an Seltenerdmetallen von 3 bis 5,4 %. Geologen vermuten in den Gesteinsschichten bis zu 35 Mio. t an Seltenen Erden (das entspricht fast der 270-fachen Abbaumenge des Jahres 2011). Im Tagebau werden Elemente der Lanthanoide gefördert: Cer, Praseodym, Neodym, Lanthan, Yttrium, Samarium, Europium, Gadolinium und Erbium. Die wichtigsten geförderten Minerale sind Bastnäsit und Monazit.
Die Mine ist mit 470 Mio. t Eisen auch eines der größten Eisenerzvorkommen in China. Daneben ist die Bayan-Obo-Mine die größte Niob- und Thorium-Lagerstätte der Welt.
Die Lagerstätte von Bayan Obo besteht aus drei Haupterzkörpern, die sich
in Ost-West-Richtung auf einer Länge von mehr als 18 km erstrecken. Die
schichtgebundenen Vererzungen liegen größtenteils in Dolomitmarmor. Die Mineralisationen
stammen weitgehend aus einer Zeit vor 420 bis 555 Millionen Jahren.

## Umweltverschmutzung
Fehlende oder unzureichende Maßnahmen zum Schutz der Umwelt haben in und um Bayan Obo und andernorts zu gravierenden Umweltproblemen geführt.
Es handelt sich um 10 Millionen m³ Abwässer aller Art jährlich, die größtenteils ungereinigt in die Umwelt gelangen, sowie Schlamm, Fluor- und Schwefelhaltige Abgase sowie Staub. Die Sterblichkeitsrate durch Lungenkrebs ist deutlich erhöht. Rückhaltebecken beinhalten 2014 auf einer Fläche von 10 km² mittlerweile 160 Millionen Tonnen Abfälle, die radioaktives Thorium, Flusssäure und Schwefelsäure enthalten. Schadstoffe gelangen in Flüsse, das Grundwasser und den Boden. Die Wasserhaushaltung der Tagebaue forciert die Ausbreitung der Wüsten.
Die nahegelegene Stadt Baotou, in der die aus der Bayan-Obo-Mine geförderten Erze weiterverarbeitet werden, wurde 2021 in die UN-Liste der 50 am stärksten anthropogen durch Schad- und Giftstoffe verschmutzen Regionen („Opferzonen“) der Welt aufgenommen.